# Нікорник сьєрра-леонський
Ніко́рник сьєрра-леонський (Apalis nigriceps) — вид горобцеподібних птахів родини тамікових (Cisticolidae). Мешкає в Західній та Центральній Африці.

## Підвиди
Виділяють два підвиди:
- A. n. nigriceps (Shelley, 1873) — від Сьєрра-Леоне до південного заходу ЦАР і Габону;
- A. n. collaris Van Someren, 1915 — схід ДР Конго і Уганда.

## Поширення і екологія
Сьєрра-леонські нікорники поширені в Сьєрра-Леоне, Гвінеї, Ліберії, Кот д'Івуарі, Гані, Нігерії, Камеруні, Габоні, Республіці Конго, Демократичній Республіці Конго, Центральноафриканській Республіці, Екваторіальній Гвінеї та Уганді. Вони живуть у рівнинних вологих тропічних лісах, вторинних лісах та на плантаціях.